# Микільське (Херсонський район)
Микі́льське (в минулому — Репринка) — село в Україні, у Дар'ївській сільській громаді Херсонського району Херсонської області.
До складу Микільської сільської ради входили села Микільське та Понятівка.
Населення становить 2575 осіб.

## Географія
Микільське розташоване на березі р. Інгулець.

### Топоніми
Вулиці села Микільське: Слобідська, Мелюги, Центральна, Першотравнева, Гагаріна, Українська, Профспілкова, Івана Франка, Слов'янська, Свято-Троїцька, Затишна, Футбольна, Героїв Плахотників, Вишнева, Підпільна, Черкаська, Прогресивна, Українського Козацтва, Репринська.

## Населення
Згідно з переписом УРСР 1989 року чисельність наявного населення села становила 2721 особа, з яких 1335 чоловіків та 1386 жінок.
За переписом населення України 2001 року в селі мешкали 2575 осіб.

### Мовний склад
Рідна мова населення за даними перепису 2001 року:
| Мова            | Кількість | Відсоток |
| --------------- | --------- | -------- |
| російська       | 1644      | 63.84%   |
| українська      | 901       | 34.99%   |
| вірменська      | 8         | 0.31%    |
| румунська       | 3         | 0.12%    |
| білоруська      | 2         | 0.08%    |
| болгарська      | 1         | 0.04%    |
| інші/не вказали | 16        | 0.62%    |
| Усього          | 2575      | 100%     |

## Історія
Деякі дослідники вказують на знаходження центру Інгульської паланки Перевізки у Микільському.

### Заснування
Засноване у 1783 р. під назвою Репринка переселенцями з Тульської губернії. У 1795 р. чисельність мешканців становила 198 осіб.

### Микільська волость
Станом на 1886 рік у селі, центрі Микільської волості Херсонського повіту Херсонської губернії, мешкало 902 особи, налічувалось 160 дворів, існували православна церква та школа. За 2 версти — рибний завод. За 6 верст — рибний завод. За 8 версти — 2 рибних заводи. За 16 верст — трактир. За 24 версти — рибний завод.
У 1905 р жителі села брали участь у розгромі поміщицьких маєтків Микільської волості.

### Українська Народна Республіка
В 1917 році село входить до складу Української Народної Республіки. Втім, внаслідок поразки українців під час національно-визвольних змагань, село окуповане більшовиками.

### Радянська окупація України
На території Микільського була розміщена центральна садиба радгоспу ім. Тельмана, за яким було закріплено 7608 га сільськогосподарських угідь, з них 6356 га орної землі, у т. Ч. 861 га — зрошуваної. Господарство мало овоче-молочний напрямок. За доблесну працю 48 передовиків були нагороджені орденами і медалями СРСР, у тому числі Орденом Леніна — комбайнер І. А. Скороход, орденом Жовтневої Революції — тракторист І. Т. Солодких, орденом Трудового Червоного Прапора — трактористи П. А. Дмитрук та Н. І. Ухов. Директору радгоспу ім. Тельмана В. Я. Іванівському присвоєно звання Героя Соціалістичної Праці.
Село постраждало від Голодомору, проведеного радянським урядом у 1932—1933 роках. Через опір колективізації та геноциду комуністична влада встановлювала вишки та спецохорону полів, відкривала кримінальні справи проти місцевих жителів. Згідно з мартирологом Національної книги пам'яті України, складеного на основі свідчень очевидців Голодомору, від голодної смерті загинуло 5 осіб, 4 з яких ідентифіковано.

### Друга світова війна
У німецько-радянській війні в складі Червоної Армії брали участь 800 жителів села. З них 118 загинуло, 500 було нагороджено радянськими орденами і медалями.

### Незалежна Україна
З 24 серпня 1991 року село входить до складу незалежної Української держави.

### Російське вторгнення в Україну (з 2022)
24 лютого 2022 року село було захоплене російськими військами.
11 листопада визволене Збройними силами України в ході контрнаступу в Херсонській області.
Після звільнення перебуває під постійним вогнем російської армії. 7 лютого 2023 року окупанти обстріляли село.

## Економіка
В селі діють підприємства з різних галузей: Вирощування зернових культур — СТОВ «Колос», фермерські господарства, м'ясо-молочне скотарство — СТОВ «Микільське», виробництво борошна — Микільська філія МПП «Кардинал», ТОВ «ВКФ Ілас-3», виробництво цегли та черепиці — ТОВ «Стройінвєстсервіс», послуги кафе — ТОВ «Малс ЛТД», аптека — ФОП Руденко О. С.
послуги зберігання — Микільський ХПП ВАТ «Херсонський КХП»,
Микільський ХПП. Робоча зернова ємність — 12,8 тис. тонн (шість зернових складів, у тому числі три механізованих);
Загальна паспортна продуктивність технологічного обладнання з очищення пшениці (натурою 750 гр/літр) складає 150 тн/год (два сепаратора БСХ-100, БЦС-50). Пропускна здатність автомобілів — 48 автомобілів на добу (два автомобілерозвантажувача ГУАР-30).
Причал Микільського ХПП знаходиться на річці Інгулець, введений в експлуатацію в 1990 році після капітального ремонту. Умовна довжина причального фронту 35,6 м. Фактична глибина біля кордону причалу становить 2,7 … 3,6 м із збільшенням до 4,5 … 5,8 м від кордону. Глибина акваторії р. Інгулець дозволяє завантажувати баржі, вантажопідйомністю до 1000 тонн. Продуктивність навантажувального комплексу на водний транспорт складає 1000 тонн/добу.

## Соціальна сфера
Микільский ясла-садок, Микільська загальноосвітня школа І-ІІІ ступенів (директор — Заікіна Олена Іванівна), Микільський фельдшерсько-акушерський пункт.

## Історичні пам'ятки

### Археологічні
Репринське поселення (Доба бронзи) розташоване за 300 метрів на південний схід від села Микільське, на корінному лівому березі Інгульця, на розі, утвореному берегами річки та давньої балки. Вперше згадане Володимиром Ястребовим у 1897 р. Обстежувалось В. Гошкевичем (1909), Ю. Крисіним (у 1920-х рр.), Отто Бадером (1950), М. Оленковським (1972, 1974, 1978, 1985, 1997—2003).
Через розташування на розі високого берега, наявності рову й валу, кам'яних споруд воно довгий час трактувалось як городище скіфського часу. У 1984 році Я. Гершковичем здійснено шурфовку, у ході якої виявлено напівземлянкове житло й археологічний матеріал білозерської культури доби бронзи (12-11 ст. до н. е.). Попередню інтерпретацію було заперечено. Ця цінна пам'ятка археології, що належить до періоду раннього розвитку кімерійців, була частково знищена у 1994—1995 рр. буді-ництвом котеджів (з дозволу сільради). Повного знищення не відбулось після втручання обласного сектора охорони пам'яток археології й ліквідації з площі поселення ділянок забудови.

### Пам'ятники
Братська могила. Розташована в центрі села. Чотирикутна зрізана піраміда встановлена на постаменті. На верхівці піраміди — п'ятипроменева металева зірка. На чільному боці постамента закріплені рельєфні цифри «1941-1945». Нижче них — рельєфне зображення каски і лаврової гілки. На верхньому виступі цоколя, прилягаючи до лицевого боку постамента, встановлені дві плити рожевого полірованого граніту з іменами 10 загиблих воїнів. Пам'ятник огороджений дерев'яним штахетником. До пам'ятника веде бетонна доріжка. Встановлено 1975 р.

### Заповідники
Інгулецький лиман. Між селами Микільське та Садове Білозерського району створено ботанічний заказник місцевого значення «Інгулецький лиман», площею 50 га. Заказник створений з метою охорони рідкісних формацій водних рослин, включених до Зеленої книги України: горіха водяного (Trapeta natansis), густі зарості якого збереглися в околицях с. Микільське, сальвінії плаваючої (Salvinieta natansis), латаття білого (Nymphaeeta albae), глечиків жовтих (Nuphareta luteae), плавуна щитолистого (Nymphoideta peltatae).

## Спорт, туризм

### Футбол
В селі сформований футбольний клуб «Темп», який змагається на першість району. Виступи проводить на місцевому стадіоні «Темп».

### Туризм
У мальовничій долині річки Інгулець, на високому березі поблизу села Микільське, щорічно навесні проходять обласні змагання зі скелелазіння та спортивного туризму.

## Релігійне життя
- Троїцький храм УПЦ МП